# Casa Ridolfi di Piazza
Casa Ridolfi di Piazza è un edificio storico del centro di Firenze, situato in via Maggio 43, zona Oltrarno.

## Storia
L'edificio, presumibilmente fondato dai Ridolfi di Piazza nella prima metà del Trecento, fu arso e parzialmente distrutto a seguito del tumulto dei Ciompi (1378), quindi ricostruito verso la fine del Trecento dalla stessa famiglia che ne mantenne la proprietà fino alla morte di Cosimo Ridolfi, nel 1865. 

## Descrizione

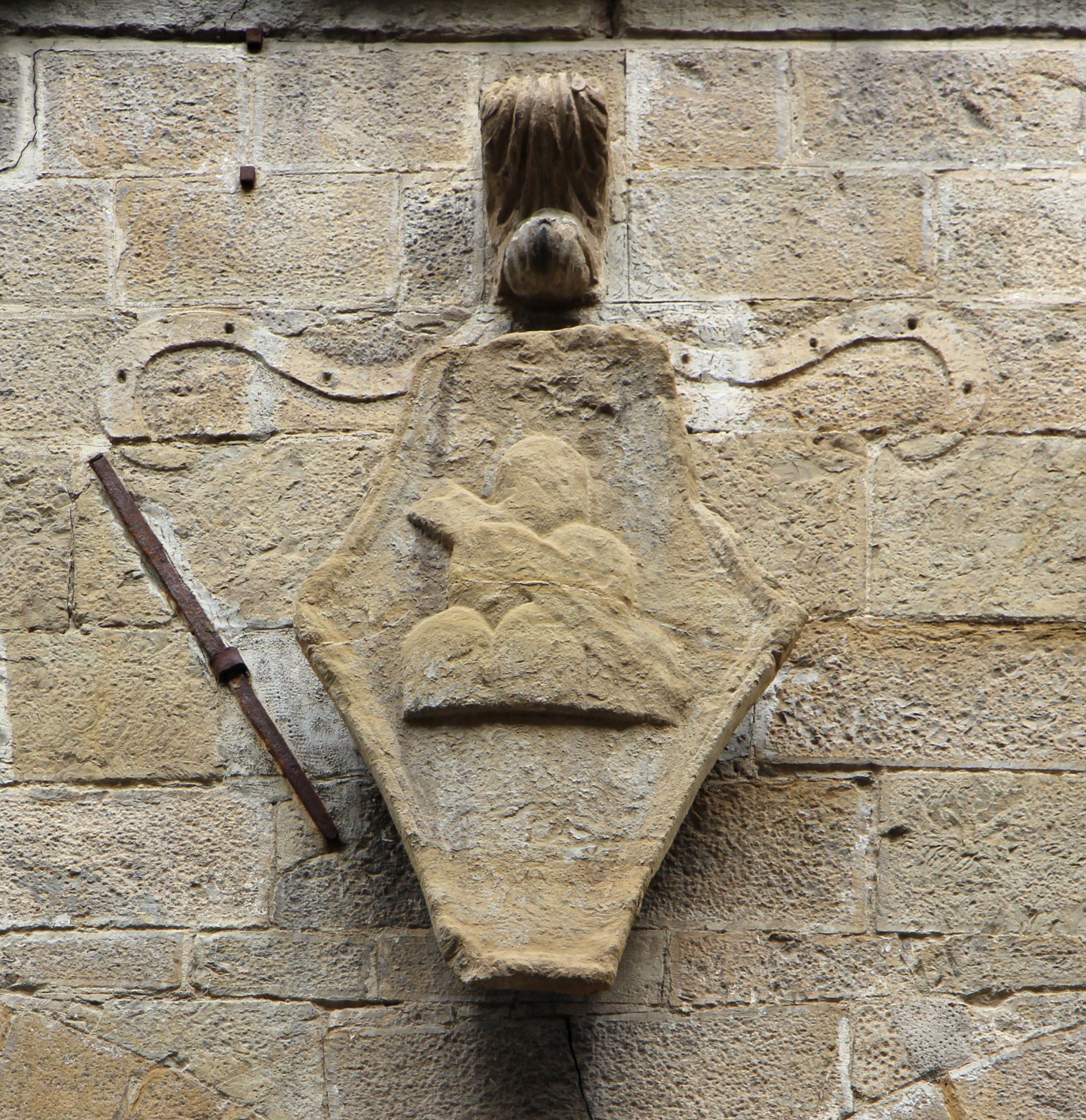
Stemma Ridolfi

Attualmente si presenta nelle forme conferitegli dal restauro condotto dall'architetto Giovanni Pacini nel 1836, teso ad esaltarne il carattere medievale. Già segnalato da Walther Limburger (1910) per l'uso delle bozze lisce e per le belle finestre del mezzanino terreno, è ricordato anche da Mazzino Fossi che annota come le arcate siano state rimpicciolite per farne sporti di negozio, sottolineando la presenza di un ingresso (posto all'estrema sinistra) che ancora conserva la sua forma originale. 
La facciata in pietra forte presenta in effetti al piano terreno due grandi fornici, che davano accesso ai fondachi (che ancora oggi ospitano attività commerciali), e, sulla sinistra, una porta di accesso all'abitazione sempre incorniciata in pietra secondo l'uso antico. Oltre un mezzanino con finestre rettangolari si sviluppa il piano nobile, segnato sul fronte da quattro ampie finestre ad arco allineate su di un ricorso in pietra, sopra le quali è l'arme (decisamente eroso) della famiglia Ridolfi di Piazza (d'azzurro, al monte di sei cime d'oro e alla banda attraversante di rosso). Gli ultimi due piani sono intonacati e in particolare l'ultimo (con finestre rettangolari) è sicuramente da considerare frutto di una sopra elevazione tarda, che ha modificato anche il piano sottostante, comunque ancora segnato da finestre ad arco ribassato.

## Edificio satellite

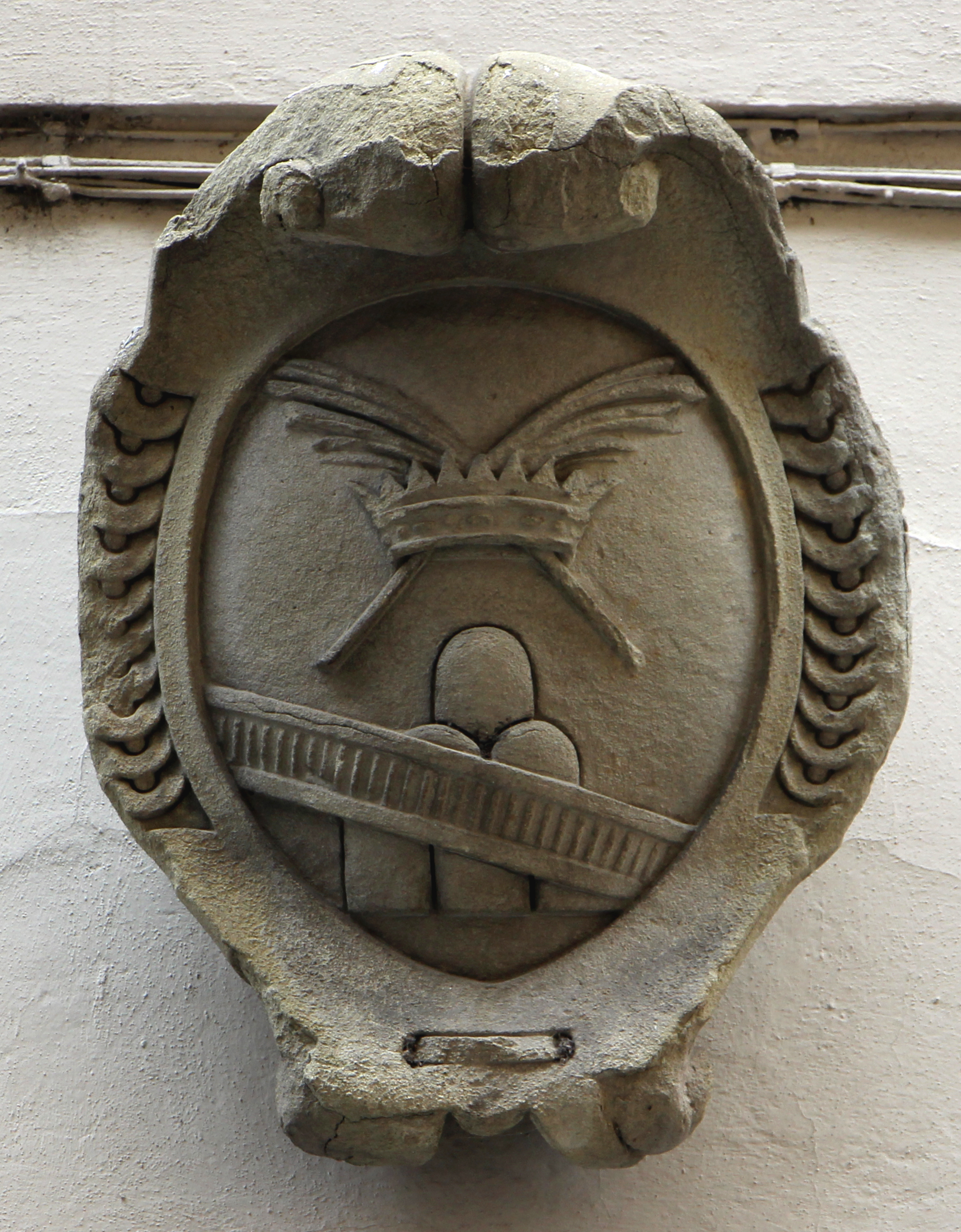
Stemma Ridolfi al 45

L'edificio attiguo al n. 45 si può considerare come un proprietà satellite: si presenta attualmente con un fronte che guarda alla strada organizzato su cinque piani per quattro assi, frutto di una riconfigurazione della fabbrica attuata tra Sette e Ottocento. La sua ubicazione lascia intendere, nonostante il suo aspetto attuale, come la fondazione sia ben più antica, e la sua storia legata alle molte proprietà che lungo la strada possedeva la potente famiglia dei Ridolfi. A conferma del fatto è tra l'altro, sull'accesso all'attività segnata con il numero civico 69 rosso, uno scudo con l'arme dei Ridolfi di Piazza (d'azzurro, al monte di sei cime d'oro e alla banda attraversante di rosso, il tutto accompagnato in capo dalla corona d'oro infilata da due foglie di palma dello stesso, quest'ultima concessione del duca di Calabria e principe di Taranto Giacomo di Borbone all'ambasciatore Lorenzo Ridolfi nel 1415).